# Пал Секереш
Пал Секереш (угор. Szekeres Pál, нар. 22 вересня 1964) — угорський фехтувальник на рапірах, бронзовий призер Олімпійських ігор 1988 року, триразовий паралімпійський чемпіон.

## Виступи на Олімпіадах
| Олімпіада | Дисципліна           | Місце |
| --------- | -------------------- | ----- |
| Сеул 1988 | індивідуальна рапіра | 28    |
| Сеул 1988 | командна рапіра      | 3     |